# Will Hughes
William James "Will" Hughes (ur. 17 kwietnia 1995 w Surrey) – angielski piłkarz występujący na pozycji pomocnika w angielskim klubie Crystal Palace.

## Statystyki kariery
Statystyki obejmują tylko rozgrywki ligowe.
Stan na 7 lutego 2023
| Sezon   | Klub           | Kraj   | Rozgrywki      | Mecze | Bramki |
| ------- | -------------- | ------ | -------------- | ----- | ------ |
| 2011/12 | Derby County   | Anglia | Championship   | 3     | 0      |
| 2012/13 | Derby County   | Anglia | Championship   | 35    | 2      |
| 2013/14 | Derby County   | Anglia | Championship   | 41    | 3      |
| 2014/15 | Derby County   | Anglia | Championship   | 42    | 2      |
| 2015/16 | Derby County   | Anglia | Championship   | 6     | 0      |
| 2016/17 | Derby County   | Anglia | Championship   | 38    | 2      |
| 2017/18 | Watford        | Anglia | Premier League | 15    | 2      |
| 2018/19 | Watford        | Anglia | Premier League | 32    | 2      |
| 2019/20 | Watford        | Anglia | Premier League | 30    | 1      |
| 2020/21 | Watford        | Anglia | Championship   | 30    | 2      |
| 2021/22 | Crystal Palace | Anglia | Premier League | 16    | 0      |
| 2022/23 | Crystal Palace | Anglia | Premier League | 15    | 0      |